# Pachycrocuta
Pachycrocuta – wymarły monotypowy rodzaj ssaka drapieżnego z podrodziny hien (Hyaeninae) w obrębie rodziny hienowatych (Hyaenidae).

## Charakterystyka
P. brevirostris była wielkości zbliżonej do dzisiejszego lwa afrykańskiego. Była to największa hiena jaka kiedykolwiek żyła. Rodzaj Pachycrocuta zamieszkiwał pod koniec pliocenu i środkowego plejstocenu: Afrykę, Azję oraz Europę.

## Etymologia
- Pachycrocuta: gr. παχυς pachýs „wielki, gruby”; rodzaj Crocuta Kaup, 1828 (krokuta)[3][1].
- brevirostris: nowołac. brevirostris „o krótkim pysku, krótkopyski”, od łac. brevis krótki; -rostris „-pyski”, od rostrum „pysk”[4].